# Beckingen
Beckingen är en kommun och ort i Landkreis Merzig-Wadern i förbundslandet Saarland i Tyskland.
De tidigare kommunerna Düppenweiler, Erbringen, Hargarten, Haustadt, Honzrath, Oppen, Reimsbach och Saarfels uppgick i Beckingen 1 januari 1974.